# Partit Popular Italià
El Partit Popular Italià (en italià: Partito Popolare Italiano, PPI) va ser un partit polític demòcrata cristià i cristià d'esquerres d'Itàlia.
El PPI va ser el successor formal de la Democràcia Cristiana (DC), però aviat va ser privat dels seus elements conservadors, que van formar successivament el Centre Cristià Democràtic (CCD) el 1994 i els Cristians Democràtics Units (CDU) el 1995. Finalment, el PPI es va fusionar amb la Democràcia és Llibertat – La Margerita (DL) al 2002, que formaria més endavant el Partit Democràtic.

## Història

### Inicis
El nou PPI va ser fundat el 22 de juny sota el lideratge de Mino Martinazzoli. El partit estava format per la major part de l'antiga Democràcia Cristiana Italiana (Democrazia Cristiana - DC). Es pot considerar a aquest PPI com una continuació de l'antic, ja que la mateixa DC era l'hereva directa del partit de Sturzo. A les eleccions legislatives italianes del 1994 es presenta en coalició amb altres partits de centre, com el Partit Republicà Italià. La coalició, anomenada Pacte per Itàlia va aconseguir tan sols un 15% dels vots, quedant per sota de les dues grans coalicians de centreesquerra i centredreta. El PPI va perdre més de 250 membres del parlament i el senat respecte a DC. Molts membres del partit el van abandonar poc després de prendre possessió dels seus càrrecs.

### Primer Congrés
Mino Martinazzoli, considerant responsable dels mals resultats a les eleccions legislatives italianes del 1994, dimiteix com a secretari general. Després d'un temps sense líder definit, en el primer congrés celebrat en juliol del 1994, els delegats trien a Rocco Buttiglione. En aquest congrés es van enfrontar dos corrents:
- Una partidària d'unir-se a la coalició de Berlusconi.
- Altra partidària de tot el contrari, és a dir, unir-se a la coalició de centreesquerra. No obstant això aquest corrent mancava d'un líder fort. Buttiglione va vèncer amb el 56% dels vots a Nicola Mancino, candidat progressista i cap del partit en el senat. Aquest últim havia substituït en l'últim moment a Giovanni Bianchi, diputat i antic líder de les Associacions Cristianes dels Treballadors Italians.

### L'escissió delsCristians Democràtics Units
Malgrat la victòria dels partidaris de Berlusconi en l'últim congrés, l'entrada del catòlic Romano Prodi va portar de nou les discussions al partit. La crisi va arribar al seu punt àlgid quan el Congrés Nacional destituí Buttiglione com a secretari general després d'haver anunciat el seu suport a Forza Italia. El Congrés va votar Gerardo Bianco com nou líder del partit. No obstant això, Buttiglione es nega a dimitir, i una sentència judicial li manté en el lloc. Això sí, ha de seguir la política fixada pel congrés Nacional. A les eleccions regionals del 1995 el partit arriba dividit, presentat dues llistes: 
- Buttiglione presenta una llista al costat de Forza Itàlia.
- Mentre, Bianco, presenta una llista sota el nom de Popolari i en algunes regions coalitzant-se amb el Pacte dels Demòcrates. Era una coalició de centreesquerra.

Sent aquesta situació insostenible, Buttiglione i els seus seguidors abandonen el partit, formant Cristiani Democratici Uniti i emportant-se el símbol del partit.

### Participació enl'Ulivoi confluència enLa Margherita
A les eleccions legislatives italianes de 1996 el PPI va participar en la coalició L'Ulivo. El sistema electoral en aquelles eleccions funcionava amb una barreja de sistema proporcional i majoritari. Va aconseguir 4 diputats proporcionalment i 66 diputats i 32 senadors en el majoritari inclòs dintre de les llistes de l'Olivera que guanyaria les eleccions. El PPI va participar en el primer govern de Prodi, tenint diverses carteres ministerials. El 18 d'octubre de 2000 entra en la coalicción de partits centristes La Margherita. Més tard aquesta coalició es convertiria en partit polític, desapareixent així el Partit Popular Italià, que quedaria en el seu últim congrés de 2002 com una associació politicocultural denominada I populari.

## Resultats electorals

### Parlament italià
| Any  | Líder             | Vots           | %    | Diputats | +/− | Vots           | %            | Senadors | +/- |
| ---- | ----------------- | -------------- | ---- | -------- | --- | -------------- | ------------ | -------- | --- |
| 1994 | Mino Martinazzoli | 4,287,172 (4t) | 11.1 | 33 / 630 | Nou | 5,526,090 (4t) | 16.7         | 27 / 315 | Nou |
| 1996 | Franco Marini     | 2,554,072 (6è) | 6.8  | 67 / 630 | 34  | Dins L'Ulivo   | Dins L'Ulivo | 31 / 315 | 4   |

### Parlament Europeu
| Any  | Líder             | Vots           | %    | Escons | +/− |
| ---- | ----------------- | -------------- | ---- | ------ | --- |
| 1994 | Mino Martinazzoli | 3,295,337 (4t) | 10.0 | 8 / 87 | –   |
| 1999 | Franco Marini     | 1,316,830 (8è) | 4.2  | 4 / 87 | 4   |

### Secretaris
- Mino Martinazzoli (gener 1994 - març 1994)
- Rosa Russo Jervolino (president del comitè de regència, abril 1994 - juliol 1994)
- Rocco Buttiglione (juliol 1994 - juliol 1995)
- Gerardo Bianco (juliol 1995 - gener 1997)
- Franco Marini (gener 1997 - octubre 1999)
- Pierluigi Castagnetti (octubre 1999 - març 2002)

### Congressos
- I Congrés - Roma, 27-29 juliol 1994
- II Congrés - Roma, 29 juny - 1 juliol 1995
- III Congrés - Roma, 9-12 gener 1997
- IV Congrés (extraordinari) - Rimini, 30 de setembre - 2 d'octubre 1999
- V Congrés - Roma, 8-10 març 2002